# 曹鲁
曹鲁（？—），男，中华人民共和国政治人物，曾任中華人民共和國第一輕工業部、纺织工业部副部长，第四、五届全国人大代表。